# Sotta
Sotta est une commune française située dans la circonscription départementale de la Corse-du-Sud et le territoire de la collectivité de Corse. Elle appartient à l'ancienne piève de Freto.

## Géographie
Les communes limitrophes sont Bonifacio, Figari, Levie et Porto-Vecchio.
Sotta est une commune comportant 36 hameaux, et dont la superficie atteint 6 650 ha. Constituée de nombreux villages et hameaux pastoraux éparpillés dans la plaine de Freto aux pieds de la Cagna, la commune s'articule autour du village de Sotta où se trouvent la mairie et l'église paroissiale, à mi-chemin entre Porto-Vecchio et Figari. Elle occupe un territoire dit de San-Martino jusqu'au XIXe siècle.
Le village de Sotta, cœur historique, géographique et administratif de la commune, se situe en moyenne à 130 m d'altitude. Placé entre Porto-Vecchio et Figari, il est un lieu de passage pour les gens voulant se rendre soit à l'aéroport de Figari, soit en ville, à Porto-Vecchio ou à Bonifacio. C'est également un lieu plein de nature, encore préservé et intact. L'ambiance du village est relativement préservée, notamment en été, grâce à ses deux bars, son restaurant et son hôtel. C'est un lieu très agréable pour les gens qui recherchent le calme.
Les autres villages qui, avec leurs nombreux hameaux, constituent la commune de Sotta sont Chera, Petra Longa Salvini et Borivoli.

## Urbanisme

### Typologie
Au 1er janvier 2024, Sotta est catégorisée commune rurale à habitat dispersé, selon la nouvelle grille communale de densité à sept niveaux définie par l'Insee en 2022.
Elle est située hors unité urbaine. Par ailleurs la commune fait partie de l'aire d'attraction de Porto-Vecchio, dont elle est une commune de la couronne,. Cette aire, qui regroupe 10 communes, est catégorisée dans les aires de moins de 50 000 habitants,.

### Occupation des sols
L'occupation des sols de la commune, telle qu'elle ressort de la base de données européenne d’occupation biophysique des sols Corine Land Cover (CLC), est marquée par l'importance des forêts et milieux semi-naturels (80,6 % en 2018), une proportion identique à celle de 1990 (81 %). La répartition détaillée en 2018 est la suivante : 
milieux à végétation arbustive et/ou herbacée (51,7 %), forêts (18,4 %), zones agricoles hétérogènes (12,6 %), espaces ouverts, sans ou avec peu de végétation (10,5 %), terres arables (3,2 %), prairies (2,6 %), zones urbanisées (0,6 %), mines, décharges et chantiers (0,5 %). L'évolution de l’occupation des sols de la commune et de ses infrastructures peut être observée sur les différentes représentations cartographiques du territoire : la carte de Cassini (XVIIIe siècle), la carte d'état-major (1820-1866) et les cartes ou photos aériennes de l'IGN pour la période actuelle (1950 à aujourd'hui).

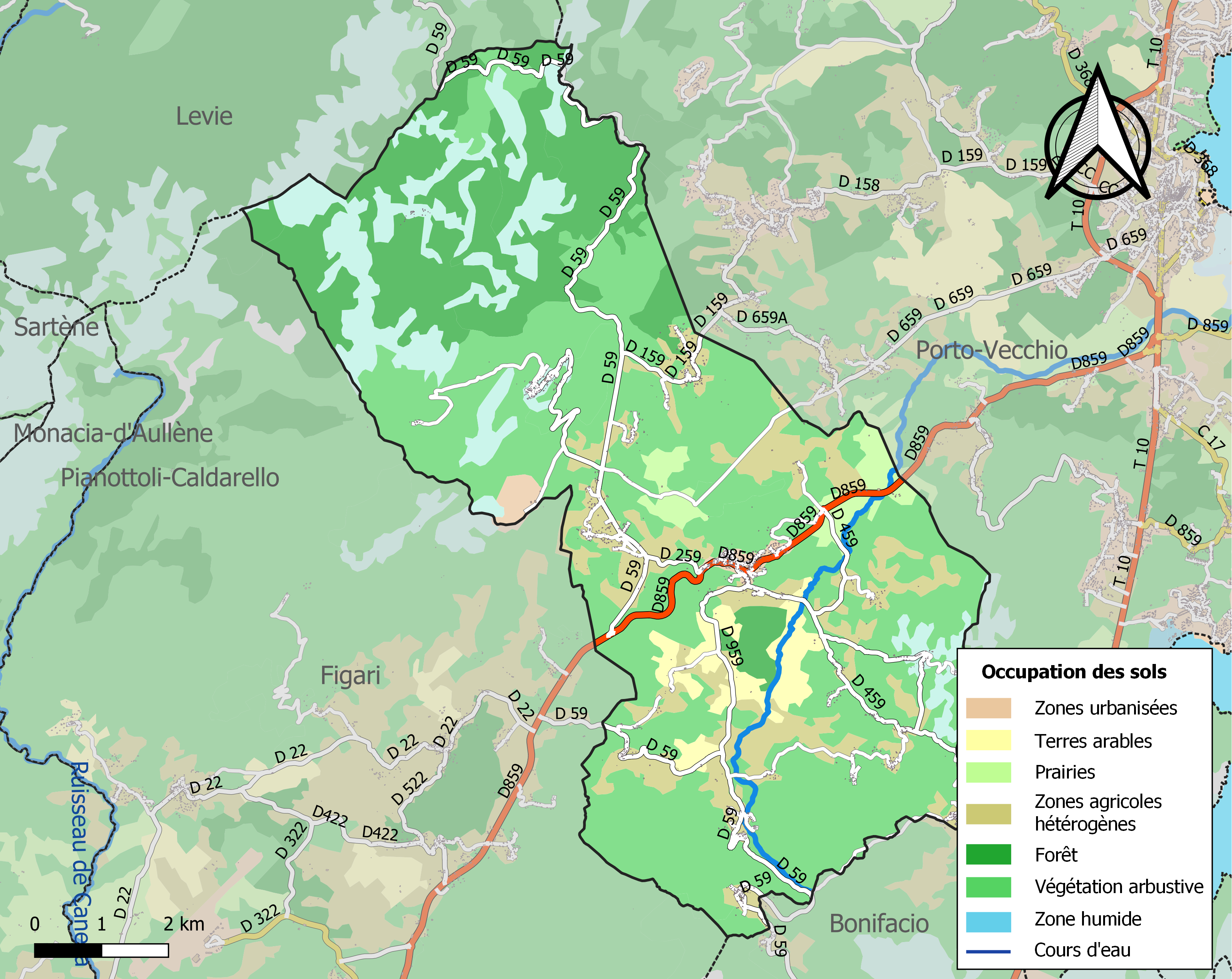
Carte des infrastructures et de l'occupation des sols de la commune en 2018 (CLC).

## Légendes
Avant tout celle d’Ursu Alamanu, seigneur d’Avretu sera décapité pour avoir pratiqué le droit de cuissage, un 31 juillet, jour sacré pour le Mazzerisme puisque tous ses adeptes sont censés se réunir aux cols de montagnes corses.
Cette légende en entraînera une autre : celle du Musconu d'Avretu, mouche à l’haleine pestilentielle sortie du crâne d’Ursu Alamanu, qui anéantira toute la population de la contrée, en fait annonciatrice de la grande Peste.
Les survivants devaient se réfugier dans les grottes alentour. Ce phénomène amena une autre légende : celle d’a Zinevra di a Cancaraccia, considérée comme sorcière et qui fut condamnée à être écartelée par le tribunal de l’Inquisition. 
Depuis, on dit de quelqu’un que l’on veut envoyer au diable : « Mandalu, in Zinevra ! ».
La légende du Bancu di Vasculacciu, qui veut que l’on aurait trouvé dans l’enceinte de ce dolmen des lingots d’or masqués par une pierre bleue et qui auraient servi au XIIIe siècle, à faciliter la construction par les Templiers de l’église Saint-Dominique de Bonifacio, ou encore à réaliser l’escalier du Roi d’Aragon dans la même ville.
On trouve sur le territoire de la commune de Sotta un système mégalithique riche avec le dolmen de Poghjarella qui s’inscrit dans une couronne de pierres et qui a fait l’objet de recherches importantes. À Vasculacciu une nécropole mégalithique appelée Bancalu a donné naissance à la légende des lingots d’or. Sotta appartient au complexe torréen avec la forteresse de Tappa, située au sommet d’un piton rocheux voisinant avec le Stabiaccu. L’emplacement est de premier ordre selon Daniel Ribba et fut utilisé par les néolithiques dès le IVe siècle avant notre ère. Tappa est aussi ancien que Torre et fut construit probablement à la même époque pour former l’un des maillons de la piste torréenne.
Mais celui qui recueille le plus d’attention et d’intérêt demeure celui du hameau Di i cani. D’autres orii sont relevés à Sotta car c’est à partir d’un Tavonu naturel dans un rocher que les anciens ont eu l’idée de construire un mur pour en faire un abri, une demeure et plus tard une réserve à grains ou à foin.
Les ruines du château d’Ursu Alamanu laissent transparaître l’existence d’une base en pierres et probablement, si on en juge par les pointes de fer que l’on y a retrouvées, une structure supérieure en bois. Sa situation stratégique en faisait un point d’observation incomparable et à ses pieds se trouvait tout un système d’habitat et de lieux de cultes – notamment la chapelle de Sant'Andria qui date du Xe siècle et qui est en cours de restauration et plus loin celle de Montilati - .
Pas très loin de ce site, on a trouvé dans les environs de Cuvo les vestiges d’une église baptismale datant du XIIe siècle où, le jour de la Saint Jean, le Piévan baptisait tous les enfants.
Sotta est doté d’un très intéressant patrimoine architectural de caractère roman. Ainsi de la chapelle Sant'Ursula à Petralunga Filippi aujourd’hui en ruine et que l’on dit sœur jumelle de San Quilicu de Montilati construites toutes deux au XIIe siècle. La chapelle de Sant'Austinu à Chera construite vers le VIIe siècle puis reprise presque complètement vers le milieu du Xe siècle. Cette chapelle était une Monachia, petit sanctuaire permettant à un moine ou à un ermite qui vivait de son troupeau et de ses jardins, d’assurer l’accueil, le soutien moral et l’office. Ce système a perduré jusqu’au XVIe siècle. Une autre Monachia a été retrouvée au lieudit Munacu à Cagna.
Terres de foi, Sotta a également connu des heures de lutte. À l’occasion de la libération de la Corse en 1943 la population participa dans le cadre de la Résistance au ralentissement des colonnes allemandes et des Chemises Noires de l’Afrika Korps.
Ils livreront combat sur la route qui relie Sotta à Carbini au tunnel d’Usciolu où la légende veut que saint Georges ait tué U Musconu d’Avretu pour empêcher la progression de la peste vers la montagne.
Des liens étroits ont toujours existé de tous temps entre l’homme et les roches. À Sotta l’habitat de granit semble avoir été voulu pour s’intégrer aux paysages contrastés, comme si ses habitants avaient voulu se fondre dans la pierre pour en constituer la mémoire.

Le granit, taillé en blocs de forme régulière « i quadri » donne une certaine unité aux constructions.
Comme 42 communes de Corse, Sotta est éclatée en deux zones géographiques : un bourg, siège de la mairie, et des hameaux. Par sa diversité et ses traditions encore bien ancrées, Sotta semble prête pour voir se développer un tourisme à dimension humaine et à caractère culturel et naturel. Sa situation géographique entre la zone d’attraction que représente Porto-Vecchio et celle de Figari avec notamment son aéroport en fait un havre recherché par ceux qui souhaitent connaître une qualité de vie et une immersion dans une nature préservée.

## Politique et administration

### Tendances  politiques et résultats
- Maire sortant : Joseph Pietri
- 15 sièges à pourvoir au conseil municipal (population légale 2011 : 1 095 habitants)
- 2 sièges à pourvoir au conseil communautaire (CC du Sud Corse)

| Tête de liste  | Tête de liste            | Liste          | Premier tour | Premier tour | Second tour | Second tour | Sièges | Sièges |
| Tête de liste  | Tête de liste            | Liste          | Voix         | %            | Voix        | %           | CM     | CC     |
| -------------- | ------------------------ | -------------- | ------------ | ------------ | ----------- | ----------- | ------ | ------ |
|                | Jean Marc Serra          | DVD            | 421          | 49,29        | 567         | 69,06       | 13     | 2      |
|                | Jean-Baptiste Filippi    | SE             | 171          | 20,02        | 254         | 30,93       | 2      |        |
|                | Joseph Pacini            | SE             | 145          | 16,97        |             |             |        |        |
|                | Jean-Christophe Hervouet | SE             | 117          | 13,70        |             |             |        |        |
|                |                          |                |              |              |             |             |        |        |
| Inscrits       | Inscrits                 | Inscrits       | 968          | 100,00       | 968         | 100,00      |        |        |
| Abstentions    | Abstentions              | Abstentions    | 105          | 10,85        | 120         | 12,40       |        |        |
| Votants        | Votants                  | Votants        | 863          | 89,15        | 848         | 87,60       |        |        |
| Blancs et nuls | Blancs et nuls           | Blancs et nuls | 9            | 1,04         | 27          | 3,18        |        |        |
| Exprimés       | Exprimés                 | Exprimés       | 854          | 98,96        | 821         | 96,82       |        |        |

### Liste des maires
| Période                                  | Période  | Identité                 | Étiquette   | Qualité         |
| ---------------------------------------- | -------- | ------------------------ | ----------- | --------------- |
| 1853                                     | 1856     | Jean-Baptiste Quilichini |             |                 |
| 1856                                     | 1859     | Joseph Susini            |             |                 |
| 1859                                     | 1865     | Don-Joseph Rocca Serra   |             |                 |
| 1865                                     | 1871     | Giabicorse Pandolfi      |             |                 |
| 1871                                     | 1881     | Xavier Salvini           | Républicain |                 |
| 1881                                     | 1884     | Dominique Baggioni       |             |                 |
| 1884                                     | 1888     | Xavier Salvini           | Républicain |                 |
| 1888                                     | 1888     | Xavier Salvini           | Républicain |                 |
| 1888                                     | 1892     | Guillaume Milleliri      | Républicain |                 |
| 1892                                     | 1896     | Xavier Salvini           | Républicain |                 |
| 1896                                     | 1901     | François Filippi         |             |                 |
| 1901                                     | 1904     | Jean-Baptiste Martinelli |             |                 |
| 1904                                     | 1929     | Jean-Baptiste Martinelli |             |                 |
| 1929                                     | 1935     | Pierre-Paul Serra        |             |                 |
| 1935                                     | 1937     | Jean-Mathieu Martinelli  |             |                 |
| 1937                                     | 1943     | Jean-Mathieu Martinelli  |             |                 |
| 1943                                     | 1944     | Paul-Toussaint Milleliri |             |                 |
| 1944                                     | 1947     | Jean-Paul Culioli        |             |                 |
| 1947                                     | 1953     | Guillaume Milleliri      | DVD         |                 |
| 1953                                     | 1959     | Guillaume Milleliri      | DVD         |                 |
| 1959                                     | 1965     | Guillaume Milleliri      | DVD         |                 |
| 1965                                     | 1971     | Guillaume Milleliri      | DVD         |                 |
| 1971                                     | 1977     | Guillaume Milleliri      | DVD         |                 |
| 1977                                     | 1983     | Guillaume Milleliri      | DVD         |                 |
| 1983                                     | 1989     | Augustin Milleliri       | DVD         |                 |
| 1989                                     | 1993     | Augustin Milleliri       | DVD         |                 |
| 1993                                     | 1995     | Hugo Milleliri           | DVD         |                 |
| 1995                                     | 2001     | Hugo Milleliri           | DVD         |                 |
| 2001                                     | 2008     | Hugo Milleliri           | DVD         |                 |
| 2008                                     | 2014     | Joseph Pietri            | DVD         |                 |
| 2014                                     | En cours | Jean-Marc Serra          | DVD         | Cadre supérieur |
| Les données manquantes sont à compléter. |          |                          |             |                 |

### Composition du Conseil Municipal pour la mandature 2014-2020

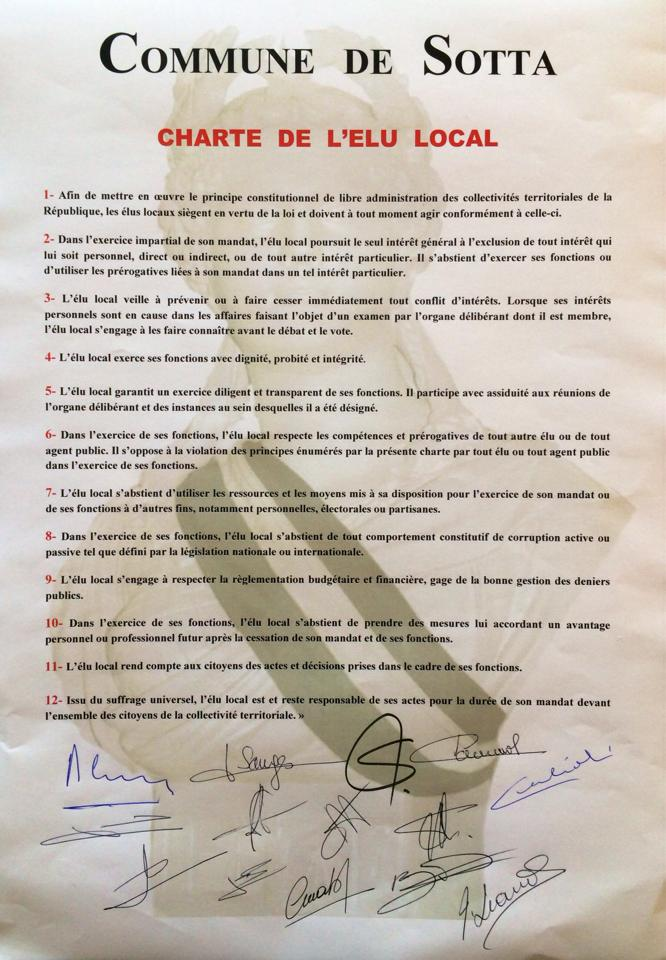
Charte de l'élu local signée

| Groupe de la majorité | Sièges | Tendance      | / | Groupe de l'opposition | Sièges                                     | Tendance |
| --- | ------ | ------------- | - | ---------------------- | ------------------------------------------ | -------- |
| Sotta Arritti | 13     | Divers Droite | / | Campà in Sotta         | 2                                          | Divers   |
| |        |               |   |                        |                                            |          |
| - Jean Marc SERRA - Laurence MALLARONI - Pierre-François SOULAS-FILIPPI - Véronique SANGES - René BON - Mercedes DOMINICI - Thierry BICHET - Christel CRISPI - Simon SALVINI - Monique PESCE-POUMEROL - Joseph BERTOCCHI - Jeannette LEANDRI - Don Jacques CULIOLI |        |               |   |                        | - Jean-Baptiste FILIPPI - Laurence CULIOLI |          |

## Démographie
L'évolution du nombre d'habitants est connue à travers les recensements de la population effectués dans la commune depuis 1856. Pour les communes de moins de 10 000 habitants, une enquête de recensement portant sur toute la population est réalisée tous les cinq ans, les populations de référence des années intermédiaires étant quant à elles estimées par interpolation ou extrapolation. Pour la commune, le premier recensement exhaustif entrant dans le cadre du nouveau dispositif a été réalisé en 2006.

En 2022, la commune comptait 1 866 habitants, en évolution de +35,81 % par rapport à 2016 (Corse-du-Sud : +7,61 %, France hors Mayotte : +2,11 %).
| 1856 | 1861 | 1866 | 1872 | 1876 | 1881 | 1886  | 1891  | 1896  |
| ---- | ---- | ---- | ---- | ---- | ---- | ----- | ----- | ----- |
| 660  | 851  | 749  | 660  | 851  | 894  | 1 089 | 1 217 | 1 286 |

| 1901  | 1906  | 1911  | 1921  | 1926  | 1931  | 1936  | 1946  | 1954  |
| ----- | ----- | ----- | ----- | ----- | ----- | ----- | ----- | ----- |
| 1 229 | 1 451 | 1 582 | 1 515 | 1 519 | 1 571 | 1 725 | 1 046 | 1 264 |

| 1962 | 1968 | 1975 | 1982 | 1990 | 1999 | 2006 | 2011  | 2016  |
| ---- | ---- | ---- | ---- | ---- | ---- | ---- | ----- | ----- |
| 535  | 578  | 683  | 726  | 762  | 808  | 863  | 1 095 | 1 374 |

| 2021  | 2022  | - | - | - | - | - | - | - |
| ----- | ----- | - | - | - | - | - | - | - |
| 1 711 | 1 866 | - | - | - | - | - | - | - |

## Lieux et monuments
- Monument aux Morts (Première Guerre mondiale et Seconde Guerre mondiale) : 99 noms de jeunes Sottais sont gravés sur ce monument.
- Église Sainte-Lucie de Chera.
- Église Saint-Joseph de Petra Longa Salvini.
- Église Saint-Martin de Sotta. Elle est inscrite à l'Inventaire général du patrimoine culturel[11].
- Chapelle Sant'Agostino de Chera. L'édifice a été classé au titre des monuments historiques en 1980[12].

## Personnalités liées à la commune
- Ghjuvan-Andria Culioli, poète.
- Antoine Louis Culioli, linguiste et professeur à la Sorbonne
- Gabriel Xavier Culioli, romancier et journaliste.
- Ghjuvanni Luciani de Cuvo, linguiste, poète et journaliste
- Joseph Comiti, ancien Ministre.
- Jacques Rocca Serra, homme politique marseillais
- Paul Comiti, garde du corps du général de Gaulle
- Paul Milleliri (1902-1972), instituteur, résistant, maire de Sotta, Compagnon de la Libération.
- Marlène Schiappa, ministre[13]